# 0304
0304 — пятый студийный альбом американской певицы Джуэл (Джуэл Килчер), который вышел 3 июня 2003 года на лейбле Atlantic Records. Вдохновлённый внезапным успехом Джуэл, возглавившей чарт Billboard Hot Dance Club Play в начале ноября 2002 года с ремиксом на песню «Serve the Ego», заключительный сингл её предыдущего альбома This Way, альбом радикально отличается от её предыдущих фолк-ориентированных музыкальных работ и вместо этого является более поп- и танцевальным.
Альбом получил смешанные и положительные отзывы от музыкальных критиков, дебютировал на 2 месте в Billboard 200.

## История
В примечаниях к альбому 0304 Джуэл обращается к своим поклонникам со словами: «Этот альбом может показаться вам другим». По словам Джуэл, альбом стал результатом её желания создать «современную интерпретацию музыки биг-бэнда. Запись, в которой бы звучала лирика, как у Коула Портера, но при этом было бы много свинга… в которой бы сочетались танцевальная, городская и народная музыка». Для работы над альбомом Джуэл сотрудничала с продюсерами Лестером Мендесом (Шакира, Энрике Иглесиас) и Риком Ноуэлсом (Мадонна).

## Отзывы
| Совокупная оценка    | Совокупная оценка |
| Источник             | Оценка            |
| -------------------- | ----------------- |
| Metacritic           | 63/100            |
| Оценки критиков      |                   |
| Источник             | Оценка            |
| AllMusic             | [ 1 ]             |
| Blender              | [ 5 ]             |
| Entertainment Weekly | B−                |
| The Guardian         | [ 2 ]             |
| Q                    | [ 7 ]             |
| Rolling Stone        | [ 8 ]             |
| Slant Magazine       | [ 9 ]             |
| Stylus Magazine      | C                 |
| Uncut                | [ 11 ]            |

Альбом получил в целом смешанные и благоприятные отзывы. На сайте Metacritic, который присваивает нормализованный рейтинг из 100, полученный из рецензий основных критиков, альбом получил средний балл 63, основанный на 9 рецензиях, что означает «смешанные отзывы». Стивен Томас Эрлевайн из AllMusic заявил, что «это первый её альбом, который просто приятно слушать», отметив при этом, что «[она] включает записку для своих поклонников, объясняя: „Этот альбом может показаться вам другим“, что мягко сказано», чтобы передать удивительное, но приятное современное звучание, и что «она ставит себя на кон больше, чем когда-либо, и она выпустила свой лучший альбом, с её лучшим набором песен и лучшей музыкой». Рон Сломович из About.com заявил, что «альбом сбалансирован танцевальной поп-музыкой, которую вы ожидаете услышать в альбоме Бритни». Сэл Чинквемани из Slant Magazine также высказался положительно, написав, что «альбом скорее поп, чем электроника, но он также представляет собой одну из самых поразительных, но странно подходящих трансформаций в истории поп-музыки», а также сравнив альбом с Ray of Light (1998) и American Life (2003) Мадонны. Барри Уолтерс из Rolling Stone согласился с Чинквемани, описав альбом как «в сущности, некую версию American Life Мадонны» и отметив, что «она нашла себе искусственный аромат, который приятен на вкус». Положительная рецензия также поступила от Uncut, который написал, что «мелодии потрясающие, её голос никогда не звучал лучше, и она делает серьёзные заявления, на которые мало кто осмелится в поп-контексте». Брайан Хайатт из Entertainment Weekly выразил мнение, что «неожиданная танцевально-поп-вибрация делает этот альбом лучшим альбомом Джуэл».
Альбом также получил неоднозначные отзывы, некоторые критики критиковали смену стиля, принятого в альбоме. Алексис Петридис из The Guardian написал: «Как и альбом Escapology Робби Уильямса, „0304“ практически сбивает с ног в своих попытках завоевать американскую публику», отметив при этом, что в альбоме она выглядит «отчаянно» и «неловко». Дэррил Стердан из Jam! сказал, что альбом «не спасёт ни её душу, ни чью-либо ещё». Кэролайн Бансал из musicOMH описала альбом как «приятные 54 минуты поп-музыки, полные запоминающихся, щебечущих песен, доказывающих, что Джуэл не только привлекательна для ушей, но и для глаз. Альбом может стать саундтреком для летнего дня на пляже или для подготовки к девичьему вечеру».

## Коммерческий успех
0304 дебютировал на 2-м месте в Billboard 200 (позади St. Anger группы Metallica) с тиражом первой недели 144000 копии. Он получил золотую сертификацию Американской ассоциации звукозаписывающих компаний (RIAA) спустя месяц после релиза, 14 июля 2003 года, к июню 2010 года тираж составил 771000 копий в США.

## Список композиций
Все тексты написаны Джуэл Килчер, вся музыка написана Джуэл и Lester Mendez, кроме указанных..
| №   | Название              | Музыка               | Длительность |
| --- | --------------------- | -------------------- | ------------ |
| 1.  | «Stand»               |                      | 3:13         |
| 2.  | «Run 2 U»             |                      | 3:38         |
| 3.  | «Intuition»           |                      | 3:49         |
| 4.  | «Leave the Lights On» |                      | 3:22         |
| 5.  | «2 Find U»            |                      | 3:16         |
| 6.  | «Fragile Heart»       | Kilcher Anthony Bell | 3:33         |
| 7.  | «Doin' Fine»          |                      | 3:14         |
| 8.  | «2 Become 1»          | Kilcher Guy Chambers | 4:40         |
| 9.  | «Haunted»             |                      | 4:52         |
| 10. | «Sweet Temptation»    | Kilcher Rick Nowels  | 4:09         |
| 11. | «Yes U Can»           | Kilcher Nowels       | 4:01         |
| 12. | «U & Me = Love»       |                      | 3:36         |
| 13. | «America»             |                      | 3:40         |
| 14. | «Becoming»            |                      | 4:22         |

| №   | Название                       | Длительность |
| --- | ------------------------------ | ------------ |
| 15. | «Intuition» (Ford's Radio Mix) | 4:15         |

| №   | Название                              | Длительность |
| --- | ------------------------------------- | ------------ |
| 15. | «Intuition» (Todd Terry In-House Mix) | 5:41         |
| 16. | «Intuition» (video)                   |              |

| №  | Название                                       | Длительность |
| -- | ---------------------------------------------- | ------------ |
| 1. | «Intuition» (live from Sessions@AOL)           | 3:28         |
| 2. | «Standing Still» (live from Sessions@AOL)      | 4:05         |
| 3. | «Leave the Lights On» (live from Sessions@AOL) | 3:22         |
| 4. | «Stand» (live from LAUNCH.com)                 | 3:27         |
| 5. | «2 Become 1» (live from LAUNCH.com)            | 7:28         |
| 6. | «Intuition» (video – international version)    |              |
| 7. | «Stand» (video)                                |              |

Замечание
- Британское издание имеет ту же обложку, что и издание, выпущенное в остальной Европе, но в остальном идентично основному релизу.

## Чарты
| Чарт (2003)                       | Высшая позиция |
| --------------------------------- | -------------- |
| Австралия (ARIA)                  | 10             |
| Австрия (Ö3 Austria)              | 74             |
| Канада (Canadian Albums Chart)    | 9              |
| Нидерланды (Album Top 100)        | 12             |
| Франция (SNEP)                    | 141            |
| Германия (Offizielle Top 100)     | 33             |
| Новая Зеландия (RMNZ)             | 16             |
| Норвегия (VG-lista)               | 39             |
| Шотландия (Scottish Albums Chart) | 80             |
| Швеция (Sverigetopplistan)        | 56             |
| Швейцария (Schweizer Hitparade)   | 45             |
| Великобритания (UK Albums Chart)  | 79             |
| США (Billboard 200)               | 2              |

| Чарт (2003)       | Позиция |
| ----------------- | ------- |
| США Billboard 200 | 110     |

## Сертификации
| Регион                                                      | Сертификация | Продажи |
| ----------------------------------------------------------- | ------------ | ------- |
| Австралия (ARIA)                                            | Золотой      | 35 000^ |
| Канада (Music Canada)                                       | Золотой      | 50 000^ |
| США (RIAA)                                                  | Золотой      | 771,000 |
| ^ Данные о тиражах приведены только на основе сертификации. |              |         |